# Warm Springs (Oregon)
Warm Springs est une census-designated place américaine située dans l'État de l'Oregon et dans le comté de Jefferson.

## Démographie
Au recensement de 2010, sa population était de 2 431 habitants dont 603 ménages et 507 familles résidentes. La densité de population était de 22,1 habitants au kilomètre carré.
La population était composée à 93,46 % d'amérindiens.
En 2000, le revenu moyen par habitant était de 8 583 dollars avec 32,3 % vivant sous le seuil de pauvreté.

## Source
- (en) Cet article est partiellement ou en totalité issu de l’article de Wikipédia en anglais intitulé « Warm Springs, Oregon » (voir la liste des auteurs).